# Football Club Longjumeau
 (mars 2024).
Si vous disposez d'ouvrages ou d'articles de référence ou si vous connaissez des sites web de qualité traitant du thème abordé ici, merci de compléter l'article en donnant les références utiles à sa vérifiabilité et en les liant à la section « Notes et références ».
Le Football Club Longjumeau est un club de football situé à Longjumeau en Essonne.

## Histoire

### Introduction[1]
Le premier terrain de football à Longjumeau fut construit dans les années 1940. De là une partie des Longjumellois ont pu découvrir les joies des rencontres de football. C’est plus tard qu’une association loi de 1901 fut créée pour intégrer Fédération française de football en 1958 et participer aux matchs de compétitions.

### Les heures de gloire
Dans les années 1980, deux clubs se distinguaient sur la ville l’AS Longjumeau et le PO Longjumellois et c’est ce dernier qui avec son équipe sénior gravit un à un les échelons passant du niveau départemental au niveau national, pour accéder en 1985 Championnat de France de football de Division 3 et un statut de semi professionnel. L’équipe fanion était la vitrine du club malheureusement à l’époque aucun projet n’était mis en place pour les équipes de jeunes.

### La descente aux enfers
À la suite du retrait du président de l’époque du PO Longjumellois et à la fusion des deux clubs, le FC Longjumeau connut des années de galère avec la perte de ses meilleurs éléments et le manque de formation de ses jeunes. Le club fit le chemin inverse et se retrouva 10 ans plus tard en 3e division de district (D3).

### La renaissance
Vers la fin des années 90, la Mairie fut obligée de dissoudre l’association FC Longjumeau à cause d’un déficit budgétaire important et également d’une perte considérable des adhérents. L’ES Longjumeau fut alors créée avec une nouvelle équipe de dirigeants.

## Bilan saison par saison
| Saison    | Div.            | clas. | Pts. | M.J. | Vic. | Nuls | Déf. | B.P. | B.C. | D.B. | Coupe de France |
| 1980-1981 | DH Paris        | 1er   | 55   | 22   | 14   | 5    | 3    | 42   | 23   | +19  | n.c.            |
| 1981-1982 | D4 Groupe B     | 4e    | 31   | 26   | 11   | 9    | 6    | 42   | 35   | +7   | n.c.            |
| 1982-1983 | D4 Groupe F     | 1er   | 37   | 26   | 15   | 7    | 4    | 40   | 21   | +19  | n.c.            |
| 1983-1984 | D3 Groupe Ouest | 15e   | 23   | 30   | 7    | 9    | 14   | 24   | 39   | -15  | n.c.            |
| 1984-1985 | D4 Groupe E     | 8e    | 25   | 26   | 9    | 7    | 10   | 25   | 23   | +2   | n.c.            |
| 1985-1986 | D4 Groupe B     | 12e   | 21   | 26   | 7    | 7    | 12   | 29   | 38   | -9   | n.c.            |
| 1986-1987 | DH Paris        | 7e    | 41   | 22   | 7    | 5    | 10   | 20   | 26   | -6   | n.c.            |
| 1987-1988 | DH Paris        | 11e   | 33   | 22   | 4    | 3    | 15   | 16   | 46   | -30  | n.c.            |

## Ancien joueur
- Aleksandar Krstić